# La Vierge et l'Enfant avec saint Jean le Baptiste et saint Jean l'Évangéliste
 (octobre 2021).
Si vous disposez d'ouvrages ou d'articles de référence ou si vous connaissez des sites web de qualité traitant du thème abordé ici, merci de compléter l'article en donnant les références utiles à sa vérifiabilité et en les liant à la section « Notes et références ».
La Vierge et l'Enfant avec saint Jean le Baptiste et saint Jean l'Évangéliste est une œuvre triptyque réalisée par le peintre siennois Jacopo di Mino del Pellicciaio et datant de la seconde moitié du XIVe siècle. Cette œuvre se trouve aujourd'hui exposée dans l'église San Martino in Foro (it) de Sarteano, en province de Sienne.